# Aurantiporus
Aurantiporus is een geslacht van schimmels behorend tot de familie Meruliaceae. Het geslacht werd voor het eerst in 1905 beschreven door de mycoloog William Murrill. De typesoort is Aurantiporus pilotae.

## Soorten
Volgens Index Fungorum bevat het geslacht vier soorten (peildatum oktober 2023):
| Soortnaam                  | Auteur(s)                          | Publicatiejaar |
| -------------------------- | ---------------------------------- | -------------- |
| Aurantiporus albidus       | Rajchenb. & Cwielong               | 1995           |
| Aurantiporus pilotae       | (Schwein.) Murrill                 | 1905           |
| Aurantiporus roseus        | (C.L. Zhao & Y.C. Dai) Zmitr.      | 2018           |
| Aurantiporus transformatus | (Núñez & Ryvarden) Spirin & Zmitr. | 2006           |